# Educación azteca

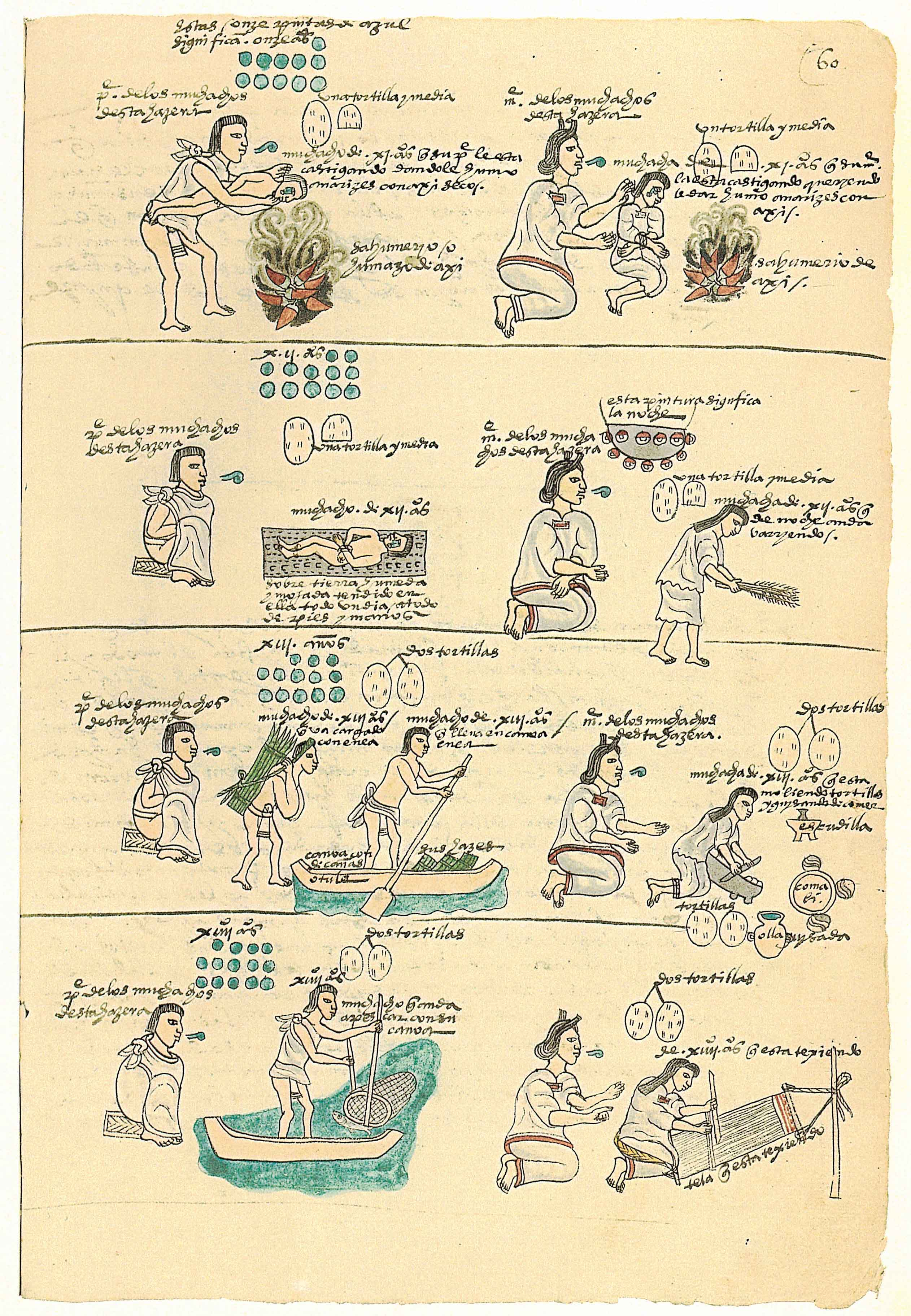
La educación de los mexicas en el Códice Mendoza (fol. 60r) de los 11 a los 14 años.

En la educación mexica, la instrucción era universal y obligatoria de los hijos hasta la edad de veintisiete años estaba en manos de sus padres, pero supervisada por las autoridades de su calpulli. Parte de esta educación involucraba aprender una colección de discursos, llamada huehuetlahtolli («palabras de los ancianos»), que representaban los ideales tenochcas.
Los sacerdotes no sólo se encargaban de asuntos religiosos y los rituales en los distintos festivales, también dirigían el sistema de educación y hasta cierto punto controlaban las expresiones artísticas.
En la infancia, los niños aprendían a realizar labores junto a sus padres; por ejemplo los varones a pescar y cortar leña, y las mujeres labores del hogar, hilar y tejer. Cuando cumplían 14 o 15 años es cuando se les enviaba oficialmente a la escuela o academia, dependiendo la clase social, género o sus talentos. Los hijos de quienes eran jueces o gobernantes recibían el cuidado de ayas o ayos, quienes daban instrucción en cuanto a buenas costumbres y modales. La educación estaba muy ligada a la religión, y los niños ingresaban a la escuela entre los diez y doce años.

## El templo-escuela[3]
El templo-escuela era la institución por excelencia donde niños y jóvenes aprendían los conocimientos y habilidades que les permitirían desempeñar como adultos, los papeles sociales que les atribuían los grupos dirigentes.  
Esta institución era, ante todo, un lugar para servir donde todos los hombres estaban obligados a cumplir las funciones de sacerdotes en alguna de las etapas de su vida. Si los padres no dedicaban al recién nacido al templo, el pequeño o pequeña carecerían de protección divina y por consiguiente no vivirían más. Cuando el menor adquiría las aptitudes suficientes era conducido de nuevo al templo para cumplir con los votos que los padres habían hecho en su nombre, en donde trabajaría para su dios tutelar y con esto pasaba a formar parte de una casa colectiva de varones o de doncellas.
El templo-escuela funcionaba también como un lugar de producción, por ejemplo, el trabajo de los varones que se organizaba para que estos acudieran a las siembras colectivas, a la fabricación de edificios, a la construcción de canales, entre otros.
Esta institución estaba ligada al estado y por tal motivo, en este mismo lugar los jóvenes eran educados y preparados para la guerra. los más vigorosos eran enviados como cargadores pero en el calor de la batalla podían intentar sus primeras intervenciones guerreras. Los méritos obtenidos en el combate serían tomados en cuenta inmediatamente en el templo-escuela y como premio al valor, estos semiguerreros cambiaban de jerarquía.
Había varios tipos de escuelas, siendo las más sobresalientes el Telpochcalli, para los estudios prácticos y militares, educación impartida por los más ancianos o los guerreros veteranos del calpulli; y el Calmécac, para el aprendizaje especializado en la escritura, la astronomía, la tecnología y liderazgo. El aprendizaje de estos conocimientos requería de gran disciplina y eran de mayor profundidad. Entre ambos tipos de escuelas se complementaban, de forma de lograr los objetivos comunitarios mexicas.
También existía una escuela o academia militar especializada. Era posible que muchos eligieran esta opción pues ser guerrero tenía una gran reputación y honor además de ser considerada una forma rápida de avanzar pues tomaba menos años de estudio. Era claro que la prioridad para la mayoría de la población masculina era prepararlos para ser guerreros y prueba de ello es que se les hacía un corte de cabello especial cuando cumplían los diez años con un mechón de cabello largo hasta el cuello llamado piochtli que sólo podía ser cortado cuando capturaran a su primer prisionero.
En el Telpochcalli cabe mencionar que también se impartía educación a las mujeres, pero se centraba principalmente en rituales religiosos. Sin embargo, tanto hombres como mujeres debían adquirir conocimientos generales sobre música, baile, historia, discursos públicos, entre otras cosas. 
En el Calmécac los estudiantes eran principalmente hijos de nobles, separando a hombres de las mujeres, y existen algunos registros de alumnos excepcionales de clases bajas a los que se les llegó permitir estudiar en el Calmécac. Debían aprender rigurosamente a interpretar los "libros" y las artes pictográficas. Los libros que debían conocer eran el tonalámatl, calendario adivinatorio de 260 días con tablas de adivinación y ciclos astronómicos; el xiuhámatl, el libro que registraba toda la historia del pueblo azteca; y el libro de los sueños, que correspondía al ámbito de la adivinación de los sacerdotes.
Entre otras materias que se enseñaban estaban la poesía, matemáticas, retórica, música, leyes, astronomía, historia, arquitectura y el arte de la guerra. Para aquellos estudiantes que se les seleccionara para ser sacerdotes, continuarían su educación en una escuela llamada Tlamacazcalli en el cual se sometían a una vida de austeridad y educación muy estricta, incluyendo largos periodos de meditación, ayuno e incluso practicando el sacrificio de su propia sangre usando espinas de cactus o maguey.
También se reconocen como instituciones educativas aztecas al Cuicacalco (casa de canto o de la cultura), centro especializado en la música, la danza y las artes, al que asistían mujeres y varones; y al Ichpochcalco (casa de las doncellas), creado exclusivamente para las mujeres mexicas.